# 西恩·昆恩
西恩·古恩（英語：Sean Gunn，1974年5月22日—）是一名美国男演員。他知名于电视剧《吉爾莫女孩》中飾演柯克·格里森（Kirk Gleason）以及自电影《银河护卫队》起在漫威電影宇宙中飾演克拉格林和以動態捕捉方式演繹火箭浣熊。他是詹姆斯·古恩、馬特·古恩和布萊恩·古恩的弟弟，三位哥哥均是電影編劇，而其妻子娜塔莎·哈勒維同為演員。